# Белоиванова, Анастасия Павловна
Анастасия Павловна Белоиванова (род. 28 декабря 1985, Москва) — российская самбистка и дзюдоистка, чемпионка и призёр чемпионатов России по дзюдо, призёр чемпионата России по самбо, мастер спорта России.

## Биография
Заниматься дзюдо начала в Тольятти, в спорткомплексе «Гранит». Позднее решила перебраться в Москву. Вскоре после переезда попала в сборную России.

## Спортивные результаты
- Чемпионат России по дзюдо 2006 года — ;
- Чемпионат России по дзюдо 2007 года — ;
- Чемпионат России по дзюдо 2010 года — ;
- Чемпионат России по самбо среди женщин 2010 года — ;
- Чемпионат России по дзюдо 2011 года — ;
- Чемпионат России по дзюдо 2012 года — ;
- Чемпионат России по дзюдо 2015 года — ;